# Caccia notturna (Paolo Uccello)

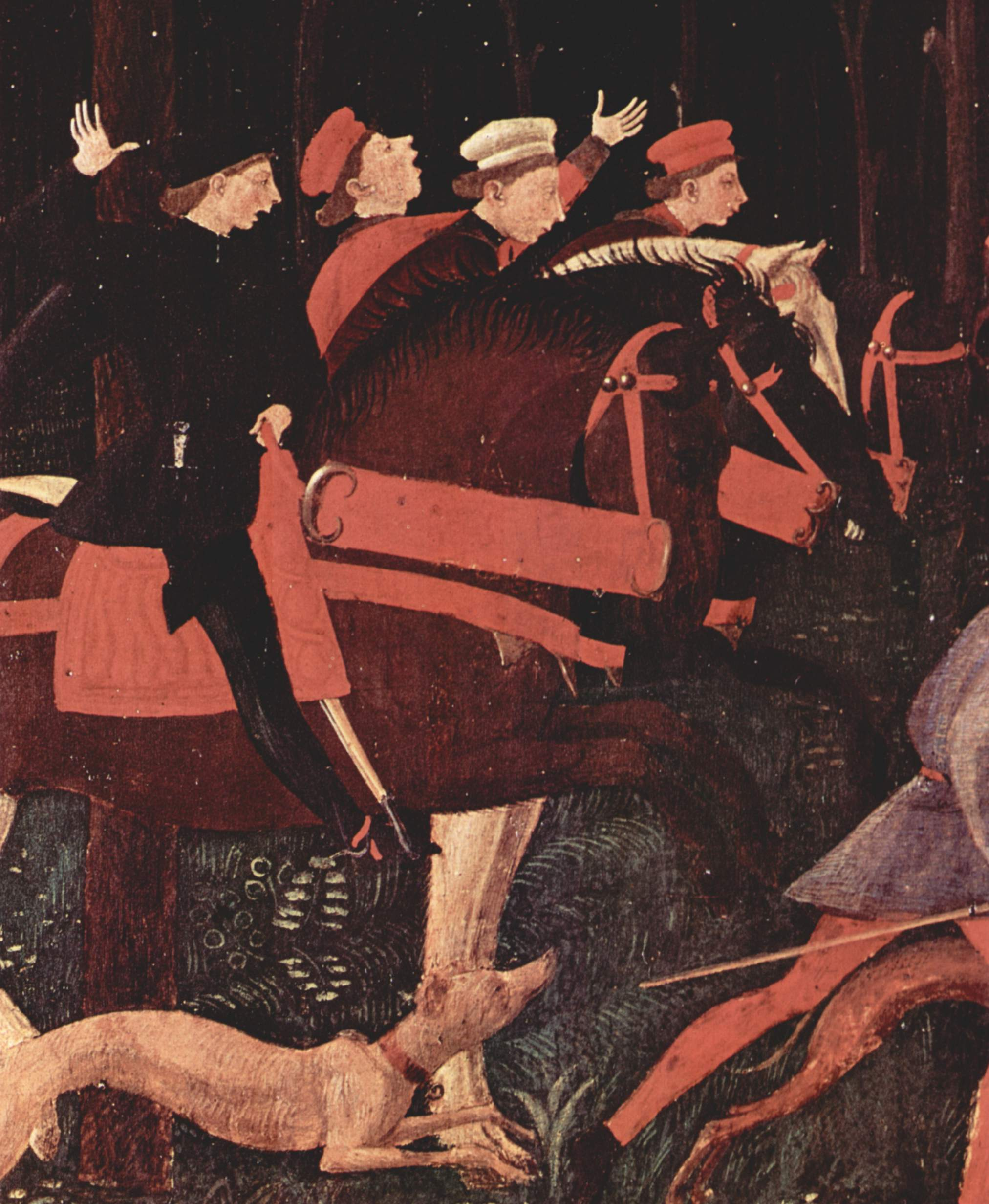
Dettaglio

Caccia notturna è un dipinto, tempera su tavola (65x165 cm), di Paolo Uccello, conservato nell'Ashmolean Museum di Oxford e databile al 1470 circa.

## Descrizione e stile
L'opera, una delle ultime attribuite all'artista, è una scena di caccia notturna in un'enorme foresta, popolata di numerosi cavalieri, servitori, cani da caccia e prede, soprattutto cervi.
Il rigore spaziale di Paolo Uccello arriva a disporre con esattezza in prospettiva tutti gli elementi, dagli alberi e le figure, di diversa dimensione a seconda della lontananza, ai tronchi rotti in terra, che sono collocati sulle direttrici della maglia prospettica, come già era avvenuto per le lance nelle scene della Battaglia di San Romano. Nonostante ciò l'effetto generale è innaturale e onirico, per via dello schematismo delle figure, delle tinte piatte che fanno godere le silhouettes, le posizioni ripetute e innaturali, che ricordano le sequenze di un balletto.
Il manto erboso è popolato da una moltitudine di specie vegetali, indagate con minuzia descrittiva, che richiamano gli stilemi del tardogotico al quale Paolo Uccello fu sempre sommessamente fedele, tanto che la sua figura può annoverarsi tra i protagonisti della mediazione tra arte rinascimentale e tradizione gotica. Vi è una tecnica raffinata nel realizzare alcune foglie degli alberi con lamine d'oro.